# Farol de Alexandria
Representação em 3D de como seria o Farol de Alexandria.
Farol de Alexandria (em grego:  ὁ Φάρος της Ἀλεξανδρείας) foi um farol construído pelo Reino Ptolomaico entre 280 e 247 a.C. na cidade de Alexandria. Ele tinha entre 120 e 137 metros de altura e era uma das sete maravilhas do mundo antigo, sendo que por muitos séculos foi uma das estruturas mais altas no mundo. Danificado por três terremotos entre os anos de 956 e 1323, tornou-se uma ruína abandonada. Até 1480, era a terceira maravilha antiga sobrevivente (depois do Mausoléu de Halicarnasso e da Grande Pirâmide de Gizé), quando então a última de suas pedras remanescentes foi usada para construir a Cidadela de Qaitbay no mesmo local. Em 1994, os arqueólogos franceses descobriram parte dos restos do farol no Porto Oriental de Alexandria. Em 2015, o Ministério de Estado das Antiguidades do Egito planejou transformar as ruínas submersas da antiga Alexandria, incluindo as de Faros, em um museu subaquático. Em maio do mesmo ano, o Comitê Permanente do Egito para Antiguidades anunciou planos de reconstruir o monumento.

## Origens

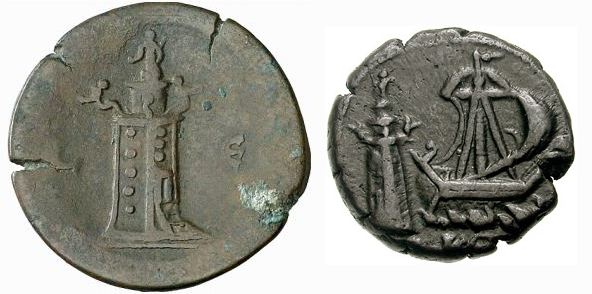
O farol em moedas cunhadas em Alexandria no século II (1: reverso de uma moeda de Antonino Pio e 2: reverso de uma moeda de Cômodo)

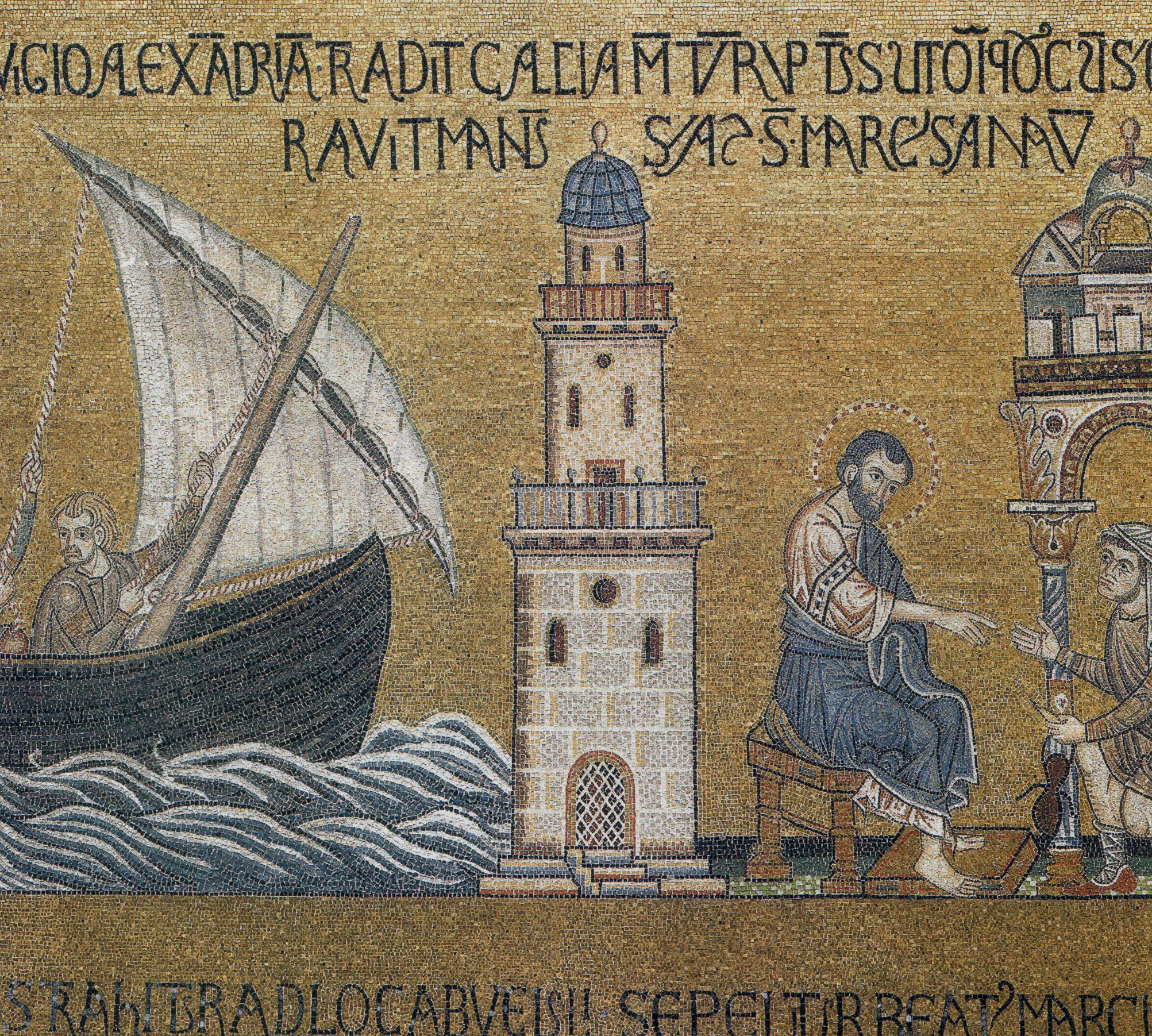
Mosaico do século XIII mostrando o Farol durante a chegada de São Marcos em Alexandria

Faros era uma pequena ilha localizada na margem ocidental do Delta do Nilo. Em 332 a.C., Alexandre, o Grande fundou a cidade de Alexandria em um istmo oposto a Faros. Alexandria e Faros foram conectadas depois por um molhe que media mais de 1200 metros e era chamado de Heptastádio ("sete estádios" - um estádio era uma unidade de comprimento da Grécia Antiga que media aproximadamente 180 m). O lado leste do molhe se tornou o Grande Porto, agora uma baía aberta; no lado ocidental estava o porto de Eunosto, com sua bacia interior Cíboto, agora vastamente ampliada para formar o porto moderno.

## Construção
O farol foi construído no século III a.C. Depois que Alexandre, o Grande morreu de uma febre aos 32 anos, o primeiro Ptolomeu (Ptolemeu I Sóter) anunciou-se rei em 305 a.C. e comissionou a sua construção pouco depois. O edifício foi terminado durante o reinado de seu filho, o segundo Ptolomeu (Ptolemeu II Filadelfo). Levou doze anos para completar, com um custo total de 800 talentos e serviu como um protótipo para todos os faróis posteriores no mundo. A luz era produzida por uma tocha no topo e a torre teria sido construída principalmente com blocos sólidos de calcário.
Estrabão relatou que Sóstrato de Cnido tinha uma dedicação inscrita em letras de metal aos "Deuses do Salvador". Mais tarde, Plínio, o Velho escreveu que Sóstrato era o arquiteto da estrutura, o que ainda é disputado. No século II d.C., o satíro Luciano de Samósata relatou que Sóstrato escreveu seu nome em gesso com o nome de Ptolomeu. Sendo assim, quando o emplastro com o nome de Ptolomeu caísse, o nome de Sóstrato seria visível na pedra.

## Descrição

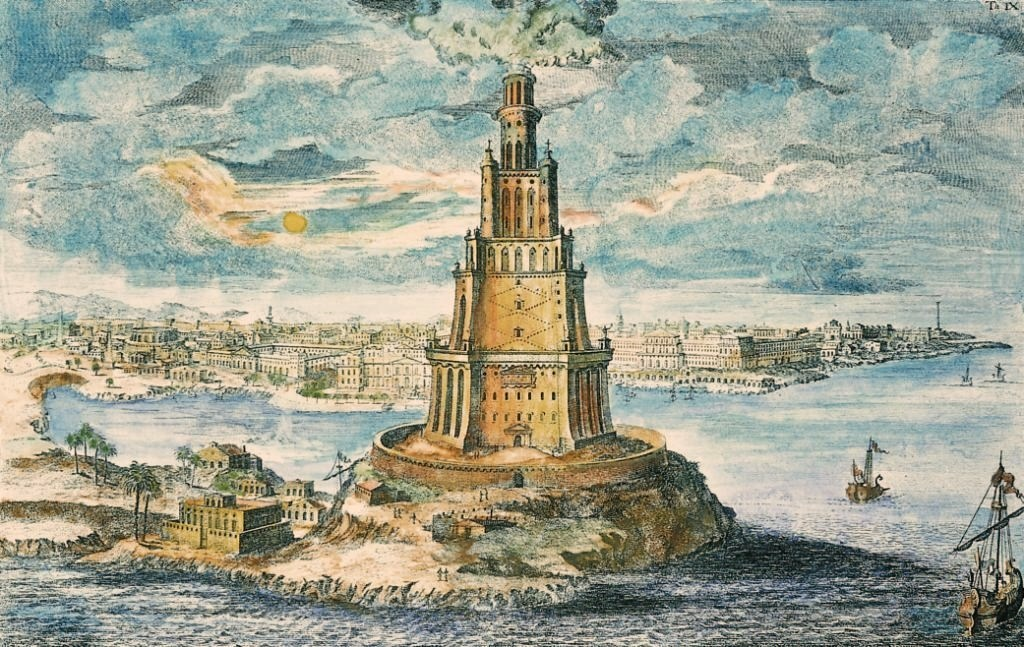
Farol de Alexandria por Fischer von Erlach (1721)

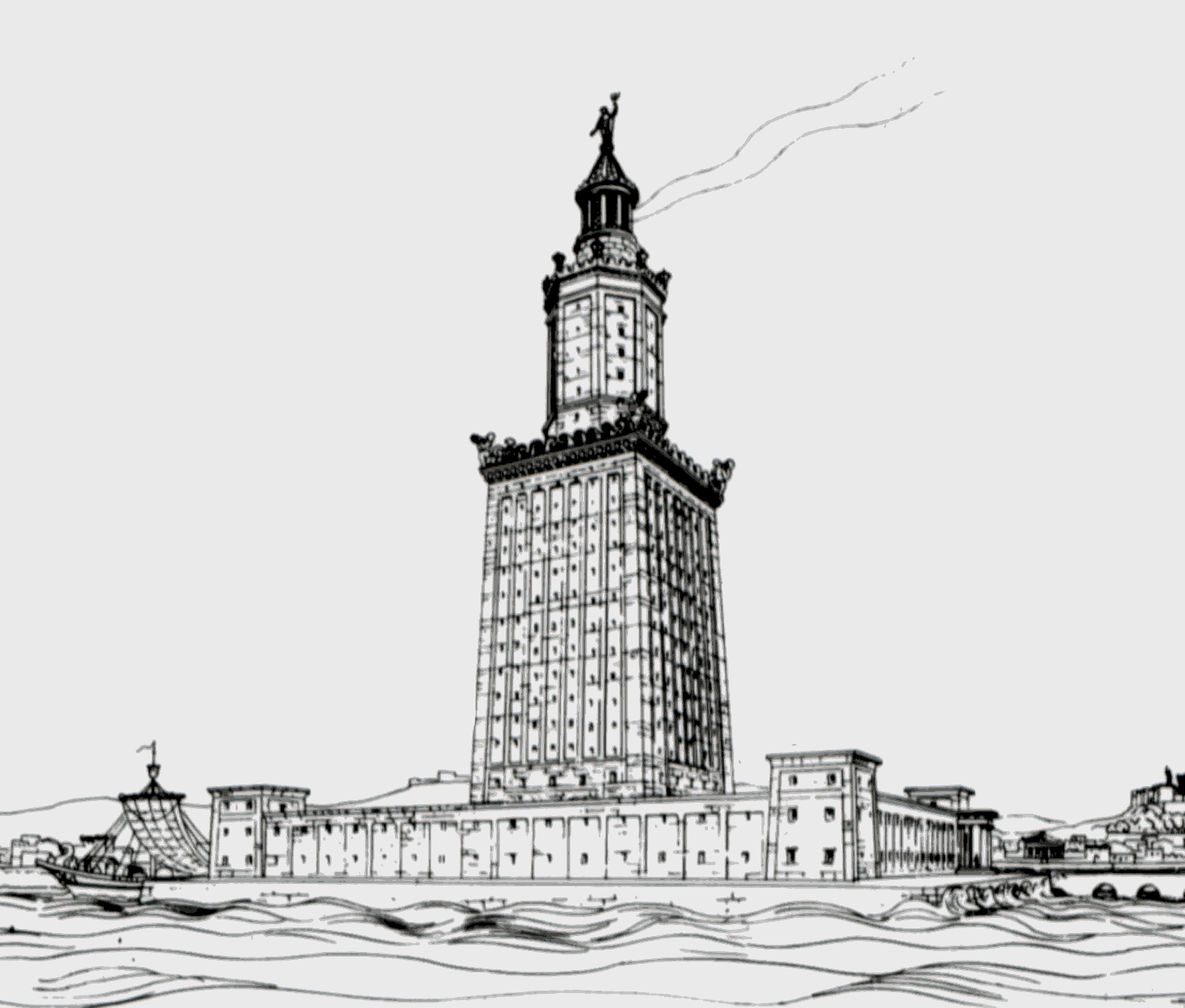
Gravura do arqueologista Hermann Thiersch (1909)

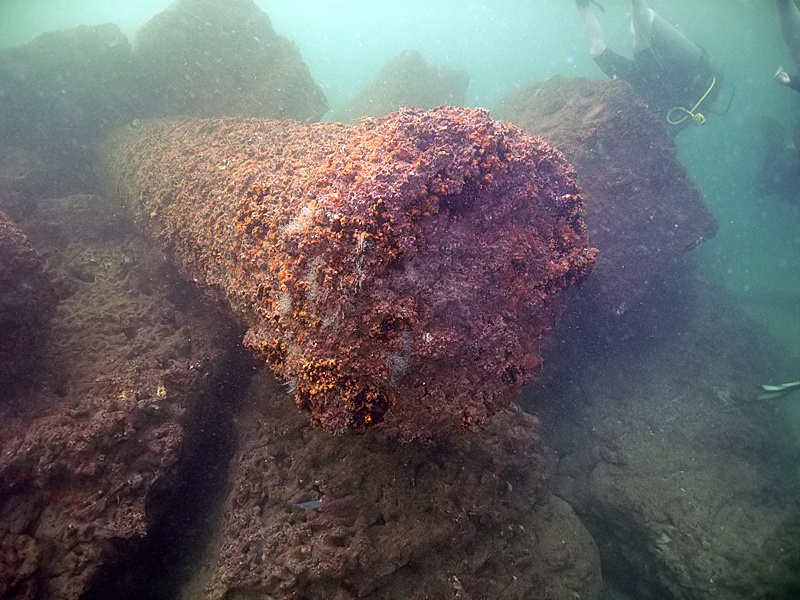
Restos do Farol descobertos no Mar Mediterrâneo

Judith McKenzie escreve que "as descrições árabes do farol são notavelmente consistentes, embora tenha sido reparado várias vezes, especialmente após danos causados por terremotos. A altura que dão varia apenas 15%, de 103 a 118 metros, em uma base quadrada com lados de cerca de 30 metros."
A descrição mais completa do farol vem do viajante árabe Abou Haggag Youssef Ibn Mohammed el-Balawi el-Andaloussi, que visitou Alexandria em 1166.
Os autores árabes indicam que o farol foi construído a partir de grandes blocos de pedra clara, a torre era composta de três grades cônicas: uma seção quadrada inferior com um núcleo central, uma seção octogonal central e, no topo, uma seção circular. No seu ápice foi posicionado um espelho que refletia a luz solar durante o dia; enquanto o fogo iluminava à noite. Moedas romanas encontrado no mosteiro alexandrino mostram que uma estátua de um Tritão ficava posicionada em cada um dos quatro cantos do edifício. Uma estátua de Poseidon ou de Zeus ficava no topo do farol. Os blocos de alvenaria do Faros estavam interligados, selados com chumbo derretido, para resistir às ondas do mar.
Almaçudi escreve que o lado oriental virado para o mar apresentava uma inscrição dedicada a Zeus.

## Destruição
O farol foi gravemente danificado por um terremoto em 956 e novamente em 1303 e 1323. Finalmente o restante da estrutura desapareceu em 1480, quando o então Sultão do Egito, Qaitbay, construiu uma fortaleza medieval na plataforma do local do farol usando algumas das pedras caídas.
O escritor do século X Almaçudi relata um conto lendário sobre a destruição do farol, segundo o qual no tempo do califa Abedal Maleque ibne Maruane (705-715) os bizantinos enviaram um agente eunuco que adotou o islamismo e a confiança do califa, o que lhe garantiu permissão para procurar o tesouro escondido na base do farol. A busca foi feita astutamente, de tal maneira que os fundamentos foram minados e Faros entrou em colapso. O agente conseguiu escapar em um navio que esperava por ele.

## Pesquisa arqueológica e redescoberta

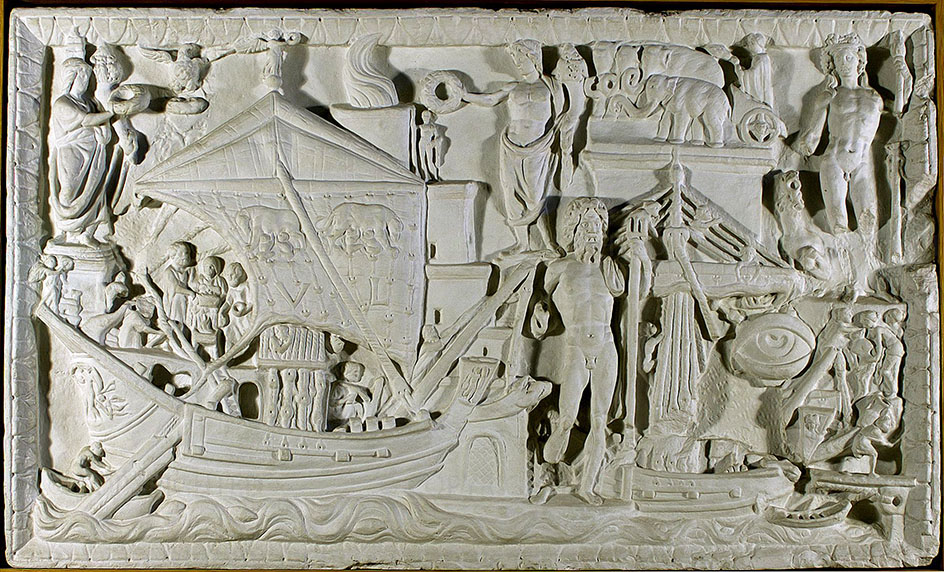
A cena do porto (talvez relacionada com Óstia) combina um registo narrativo e alegórico. A ausência deliberada de detalhes topográficos sugere que a intenção não era propor um contexto preciso, mas "cenas gerais", que foram muito influenciadas pelo famoso farol

Em 1968 o farol foi redescoberto. A UNESCO patrocinou uma expedição para enviar uma equipe de arqueólogos marinhos, liderada por Honor Frost, para o local. Ela confirmou a existência das ruínas que representam parte do farol. Devido à falta de especialistas e a área ter tornado uma zona de conflito, a exploração foi suspensa.
No final de 1994, arqueólogos gregos liderados por Jean-Yves Empereur redescobriram os restos físicos do farol no piso do Porto Oriental de Alexandria. Alguns destes restos foram trazidos acima e ficaram em exposição pública até o fim de 1995. Subsequentes imagens de satélite revelaram mais vestígios. É possível mergulhar e ver as ruínas. O Secretariado da Convenção da UNESCO para a Proteção do Patrimônio Cultural Subaquático está trabalhando atualmente com o Governo do Egito em uma iniciativa para adicionar a Baía de Alexandria (incluindo os restos do farol) em uma lista do Patrimônio Mundial de locais culturais submersos.